# Gran Premi del Brasil del 2013
El Gran Premi del Brasil de Fórmula 1 de la temporada 2013 s'ha disputat al circuit d'Interlagos, del 22 al 24 de novembre del 2013.

## Resultats de la qualificació
| Pos                  | No | Pilot               | Constructor          | Part 1   | Part 2   | Part 3   | Sortida |
| -------------------- | -- | ------------------- | -------------------- | -------- | -------- | -------- | ------- |
| 1                    | 1  | Sebastian Vettel    | Red Bull-Renault     | 1:25.381 | 1:26.420 | 1:26.479 | 1       |
| 2                    | 9  | Nico Rosberg        | Mercedes             | 1:25.556 | 1:26.626 | 1:27.102 | 2       |
| 3                    | 3  | Fernando Alonso     | Ferrari              | 1:26.656 | 1:26.590 | 1:27.539 | 3       |
| 4                    | 2  | Mark Webber         | Red Bull-Renault     | 1:26.689 | 1:26.963 | 1:27.572 | 4       |
| 5                    | 10 | Lewis Hamilton      | Mercedes             | 1:25.342 | 1:26.698 | 1:27.677 | 5       |
| 6                    | 8  | Romain Grosjean     | Lotus-Renault        | 1:26.453 | 1:26.161 | 1:27.737 | 6       |
| 7                    | 19 | Daniel Ricciardo    | Toro Rosso-Ferrari   | 1:27.209 | 1:27.078 | 1.28.052 | 7       |
| 8                    | 18 | Jean-Éric Vergne    | Toro Rosso-Ferrari   | 1:27.124 | 1:27.363 | 1:28.081 | 8       |
| 9                    | 4  | Felipe Massa        | Ferrari              | 1:26.817 | 1:27.049 | 1:28.109 | 9       |
| 10                   | 11 | Nico Hülkenberg     | Sauber-Ferrari       | 1:26.071 | 1:27.441 | 1:29.582 | 10      |
| 11                   | 7  | Heikki Kovalainen   | Lotus-Renault        | 1:26.266 | 1:27.456 |          | 11      |
| 12                   | 14 | Paul di Resta       | Force India-Mercedes | 1:26.275 | 1:27.798 |          | 12      |
| 13                   | 17 | Valtteri Bottas     | Williams-Renault     | 1:26.790 | 1:27.954 |          | 13      |
| 14                   | 6  | Sergio Pérez        | McLaren-Mercedes     | 1:26.741 | 1:28.269 |          | 191     |
| 15                   | 5  | Jenson Button       | McLaren-Mercedes     | 1:26.398 | 1:28.308 |          | 14      |
| 16                   | 15 | Adrian Sutil        | Force India-Mercedes | 1:26.874 | 1:28.586 |          | 15      |
| 17                   | 16 | Pastor Maldonado    | Williams-Renault     | 1:27.367 |          |          | 16      |
| 18                   | 12 | Esteban Gutiérrez   | Sauber-Ferrari       | 1:27.455 |          |          | 17      |
| 19                   | 20 | Charles Pic         | Caterham-Renault     | 1:27.843 |          |          | 18      |
| 20                   | 21 | Giedo van der Garde | Caterham-Renault     | 1:28.320 |          |          | 20      |
| 21                   | 22 | Jules Bianchi       | Marussia-Cosworth    | 1:28.366 |          |          | 21      |
| 22                   | 23 | Max Chilton         | Marussia-Cosworth    | 1:28.950 |          |          | 22      |
| 107% Temps: 1:31.315 |    |                     |                      |          |          |          |         |
| Font:                |    |                     |                      |          |          |          |         |

Notes
^1  – Sergio Pérez ha estat penalitzat amb 5 posicions a la graella de sortida per substituir la caixa de canvi.

## Resultats de la Cursa
| Pos   | No | Pilot               | Constructor          | Voltes | Temps / Retirada | Pos.Sortida | Punts |
| ----- | -- | ------------------- | -------------------- | ------ | ---------------- | ----------- | ----- |
| 1     | 1  | Sebastian Vettel    | Red Bull-Renault     | 71     | 1h 32' 36. 300   | 1           | 25    |
| 2     | 2  | Mark Webber         | Red Bull-Renault     | 71     | + 10.452 s       | 4           | 18    |
| 3     | 3  | Fernando Alonso     | Ferrari              | 71     | + 18.913 s       | 3           | 15    |
| 4     | 5  | Jenson Button       | McLaren-Mercedes     | 71     | + 37.360 s       | 14          | 12    |
| 5     | 9  | Nico Rosberg        | Mercedes             | 71     | + 39.048 s       | 2           | 10    |
| 6     | 6  | Sergio Pérez        | McLaren-Mercedes     | 71     | + 44.051 s       | 19          | 8     |
| 7     | 4  | Felipe Massa        | Ferrari              | 71     | + 49.110 s       | 9           | 6     |
| 8     | 11 | Nico Hülkenberg     | Sauber-Ferrari       | 71     | + 1'04.252 min.  | 10          | 4     |
| 9     | 10 | Lewis Hamilton      | Mercedes             | 71     | + 1'12.903 min.  | 5           | 2     |
| 10    | 19 | Daniel Ricciardo    | Toro Rosso-Ferrari   | 70     | + 1 Volta        | 7           | 1     |
| 11    | 14 | Paul di Resta       | Force India-Mercedes | 70     | + 1 Volta        | 12          |       |
| 12    | 12 | Esteban Gutiérrez   | Sauber-Ferrari       | 70     | + 1 Volta        | 17          |       |
| 13    | 15 | Adrian Sutil        | Force India-Mercedes | 70     | + 1 Volta        | 15          |       |
| 14    | 7  | Heikki Kovalainen   | Lotus-Renault        | 70     | + 1 Volta        | 11          |       |
| 15    | 18 | Jean-Éric Vergne    | Toro Rosso-Ferrari   | 70     | + 1 Volta        | 8           |       |
| 16    | 16 | Pastor Maldonado    | Williams-Renault     | 70     | + 1 Volta        | 16          |       |
| 17    | 22 | Jules Bianchi       | Marussia-Cosworth    | 69     | + 2 Voltes       | 21          |       |
| 18    | 21 | Giedo van der Garde | Caterham-Renault     | 69     | + 2 Voltes       | 20          |       |
| 19    | 23 | Max Chilton         | Marussia-Cosworth    | 69     | + 2 Voltes       | 22          |       |
| Ret   | 20 | Charles Pic         | Caterham-Renault     | 58     | Suspensions      | 18          |       |
| Ret   | 17 | Valtteri Bottas     | Williams-Renault     | 45     | Col·lisió        | 13          |       |
| Ret   | 8  | Romain Grosjean     | Lotus-Renault        | 2      | Motor            | 6           |       |
| Font: |    |                     |                      |        |                  |             |       |